# Tyrique Mercera
Tyrique Christopher Mercera (Delfgauw, 19 december 2003) is een Curaçaos-Nederlands voetballer die doorgaans speelt als rechtsback. In juli 2025 verruilde hij SC Cambuur voor FC Groningen. Mercere maakte in 2024 zijn debuut in het Curaçaos voetbalelftal.

## Clubcarrière
Mercera speelde in de jeugd van DHC Delft en Alphense Boys, voor hij in zijn negentiende levensjaar naar SC Cambuur ging. Tijdens zijn periode bij Alphense Boys had hij naast het voetballen als pakketbezorger gewerkt. Zijn debuut in het eerste elftal maakte de vleugelverdediger op 2 februari 2024, toen een uitwedstrijd bij Willem II gespeeld werd. Nadat Milan Smit de score had geopend met een benutte strafschop zorgde Thijs Oosting namens Willem II voor de beslissende gelijkmaker: 1–1. Mercera moest van coach Henk de Jong als reservespeler aan de wedstrijd beginnen en hij mocht tien minuten na rust als invaller voor Agustín Anello het veld betreden. De rechtsback kwam in het seizoen 2023/24 uiteindelijk tot tien competitiewedstrijden. In mei 2024 tekende hij zijn eerste professionele contract.
In de nieuwe jaargang 2024/25 koos De Jong vaker voor Mercera als basisspeler en hij kwam ook voor het eerst tot scoren. Op 23 september 2024 verdubbelde hij de voorsprong van Cambuur op bezoek bij Jong FC Utrecht nadat Jonathan Afolabi de score geopend had. Na een treffer van Fedde de Jong bepaalde hij met zijn tweede treffer de eindstand op 0–4. Na zijn dubbelklapper werd Mercera verkozen tot Speler van de Week van de Eerste divisie. In december 2024 tekende hij een nieuwe verbintenis bij Cambuur, tot medio 2027 met een optie op een jaar extra.
Mercera miste slechts twee officiële wedstrijden tijdens het seizoen 2024/25. In de zomer die daarop volgde verkaste hij voor circa 525 duizend euro naar FC Groningen, waar hij zijn handtekening zette onder een verbintenis voor de duur van vier seizoenen.

## Clubstatistieken
| Seizoen | Club         | Competitie     | Competitie | Competitie | Beker | Beker | Internationaal | Internationaal | Nacompetitie | Nacompetitie | Totaal | Totaal |
| Seizoen | Club         | Competitie     | Wed.       | Dlp.       | Wed.  | Dlp.  | Wed.           | Dlp.           | Wed.         | Dlp.         | Wed.   | Dlp.   |
| ------- | ------------ | -------------- | ---------- | ---------- | ----- | ----- | -------------- | -------------- | ------------ | ------------ | ------ | ------ |
| 2023/24 | SC Cambuur   | Eerste divisie | 10         | 0          | 2     | 0     | —              | —              | —            | —            | 12     | 0      |
| 2024/25 | SC Cambuur   | Eerste divisie | 37         | 3          | 1     | 0     | —              | —              | 2            | 0            | 40     | 3      |
| 2025/26 | FC Groningen | Eredivisie     | 0          | 0          | 0     | 0     | —              | —              | —            | —            | 0      | 0      |
| Totaal  | Totaal       | Totaal         | 47         | 3          | 3     | 0     | 0              | 0              | 2            | 0            | 52     | 3      |

Bijgewerkt op 20 juli 2025.

## Interlandcarrière
Mercera maakte zijn debuut in het Curaçaos voetbalelftal op 15 november 2024, toen in de CONCACAF Nations League gespeeld werd tegen Sint-Maarten. Door vier doelpunten van Jearl Margaritha en een benutte strafschop van Juninho Bacuna werd met 5–0 gewonnen. Mercera moest van bondscoach Dick Advocaat op de reservebank beginnen en hij viel in de vierentachtigste minuut in voor Juriën Gaari.
| Interlands van Tyrique Mercera voor Curaçao | Interlands van Tyrique Mercera voor Curaçao | Interlands van Tyrique Mercera voor Curaçao | Interlands van Tyrique Mercera voor Curaçao | Interlands van Tyrique Mercera voor Curaçao | Interlands van Tyrique Mercera voor Curaçao |
| №                                           | Datum                                       | Wedstrijd                                   | Uitslag                                     | Competitie                                  | Goals                                       |
| Als speler bij SC Cambuur                   | Als speler bij SC Cambuur                   | Als speler bij SC Cambuur                   | Als speler bij SC Cambuur                   | Als speler bij SC Cambuur                   | Als speler bij SC Cambuur                   |
| ------------------------------------------- | ------------------------------------------- | ------------------------------------------- | ------------------------------------------- | ------------------------------------------- | ------------------------------------------- |
| 1                                           | 15 november 2024                            | Curaçao – Sint-Maarten                      | 5 – 0                                       | Nations League 2024/25                      |                                             |

Bijgewerkt op 20 juli 2025.